# Нор (департамент)
Норд (фр. Nord, дослівно — «Північ») — департамент на півночі Франції, один з департаментів регіону О-де-Франс. Порядковий номер 59.
Адміністративний центр — Лілль.
Населення 2,555 млн осіб (1-е місце серед департаментів, дані 1999 р.).

## Географія
Площа території 5 743 км². Через департамент протікають річки Ізер, Шельда, Самбра.
Департамент включає 6 округів, 79 кантонів і 652 комуни.

## Історія
Нор — один з перших 83 департаментів, створених в березні 1790 р. Знаходиться на території колишньої французької частини Фландрії (історичній провінції Франції).